# Obermodern-Zutzendorf
Obermodern-Zutzendorf – miejscowość i gmina we Francji, w regionie Grand Est, w departamencie Dolny Ren.
Według danych na rok 1990 gminę zamieszkiwało 1395 osób, 96 os./km².